# Rui Barros
Rui Gil Soares Barros (nacido en Lordelo do Ouro el 24 de noviembre de 1965) es un ex futbolista portugués que jugó durante 15 temporadas como profesional. Con 1,59 metros de estatura, jugaba en la posición de centrocampista. Se retiró en el año 2000.

## Trayectoria deportiva
Tras actuar en las categorías juveniles del FC Oporto, fue cedido al Sporting da Covilhã y luego al Varzim, venciendo el Campeonato de la Zona Norte de la 2.ª división, regresando al Oporto dos temporadas más tarde.
En su primera etapa en O’Dragão contribuyó con su técnica y habilidad a la conquista de la Liga Portuguesa, La Copa de Portugal, la Copa Intercontinental y la Supercopa de Europa de 1988.
Debutó en la Serie A de Italia el 9 de octubre de 1988 con la camiseta de la Juventus con victoria de visita al Como por 0-3. En el Gigante Turinés destacaría formando sociedad con Alessandro Altobelli y con Michael Laudrup, contribuyendo a la conquista de la Copa de Italia y la Copa de la UEFA un año después, jugando un total de 95 partidos y anotando 19 goles.
En 1990 ficharía por el AS Monaco y destacaría en el cuadro junto a Fofana y Weah, ganando la Copa de Francia en 1992. Jugaría posteriormente en el Olympique de Marsella durante dos temporadas, hasta que en 1994 se produjo su retorno al Oporto. Con el conjunto luso fue Campeón de la Liga Portuguesa en 5 ocasiones, Campeón de Copa en dos ocasiones y campeón de la Supercopa portuguesa en otras cuatro. A la finalización de la temporada 1999-2000 (y tras 36 partidos defendiendo la camiseta de su selección), anunció su retirada del fútbol con 34 años de edad.
Actualmente forma parte del consejo directivo del mismo club.

## Trayectoria
| Club                  | País     | Año       |
| --------------------- | -------- | --------- |
| Varzim SC             | Portugal | 1987-1988 |
| Juventus              | Italia   | 1988-1990 |
| AS Monaco             | Francia  | 1990-1992 |
| Olympique de Marsella | Francia  | 1992-1994 |
| FC Oporto             | Portugal | 1994-2000 |

## Palmarés

### Campeonatos nacionales
| N.º | Título           | Club      | País     | Año                           |
| --- | ---------------- | --------- | -------- | ----------------------------- |
| 6   | Liga portuguesa  | FC Oporto | Portugal | 1988 1995 1996 1997 1999 2000 |
| 3   | Copa de Portugal | FC Oporto | Portugal | 1988 1998 2000                |
| 1   | Copa de Italia   | Juventus  | Italia   | 1990                          |
| 1   | Copa de Francia  | AS Monaco | Francia  | 1992                          |

### Campeonatos internacionales
| Título                | Club      | País     | Año  |
| --------------------- | --------- | -------- | ---- |
| Copa Intercontinental | FC Oporto | Portugal | 1987 |
| Supercopa de Europa   | FC Oporto | Portugal | 1988 |
| Copa de la UEFA       | Juventus  | Italia   | 1990 |

## Internacional
Ha sido 36 veces internacional entre 1987 y 1996 con la selección de fútbol de Portugal, con la que ha conseguido marcar 4 goles.